# الطويل (شمال سيناء)
الطويل إحدى قرى مركز العريش التابع لمحافظة شمال سيناء في جمهورية مصر العربية. حسب إحصاءات سنة 2018، بلغ إجمالي السكان في الطويل 642 نسمة، منهم 323 رجل و 319 امرأة.